# Rutilus meidingeri
Rutilus meidingeri é uma espécie de peixe actinopterígeo da família Cyprinidae.
Pode ser encontrada nos seguintes países: Austria, Alemanha e Eslováquia.